# Nico Verhoeven (dichter)
Nicolaas Adrianus (Nico) Verhoeven (Vught, 20 augustus 1925 – Sneek, 3 februari 1974) was een Nederlands dichter.

## Levensloop
Nico Verhoeven werd geboren in een katholiek gezin. Zijn vader was onderwijzer. Verhoeven volgde de HBS opleiding in 's-Hertogenbosch vanaf 1938 tot 1944 en begon in die tijd al verzen (sonnetten) te schrijven. Na de oorlog hield hij zich boven water met diverse baantjes in de journalistiek en verhuisde naar Rotterdam. Hij woonde daarna ook een tijdje in Amsterdam, trouwde met de kunstenares Truus Hagman (pseudoniem Toyke de Wilde) en ging in 1949 in Epe wonen waar hij een baan had bij de Nieuwe Apeldoornse Courant.
Als dichter werkte hij mee aan kleine en zelfopgerichte bladen zoals De Bries, Were Di, De Spiegel en Stem. Vanaf maart 1947 was hij redacteur van Het Woord. In 1946, 1950 en 1953 verscheen zijn werk in uitgaven van experimentele poëzie van de Bezige Bij. In 1950 woonde hij weer een tijd in Amsterdam in verband met een opdracht en vanaf 1955 tot 1965 studeerde hij daar aan de politieke en sociale faculteit. Als freelance medewerker werkte hij voor het Haarlems Dagblad en De Tijd. Daar werd hij bevriend met de schrijver Gerard Reve. In 1959 kocht hij in het Friese dorpje Greonterp een huisje, dat hij opknapte. Vijf jaar later vestigde ook Gerard Reve zich er. Verhoeven figureert veelvuldig in de omvangrijke, gepubliceerde correspondentie van zijn beroemdere collega, en Reves brievenboek Het lieve leven (1974) is opgedragen aan zijn nagedachtenis.
Vanaf 1967 tot zijn overlijden leefde Verhoeven samen met Judith Boer (pseudoniem voor Valeska Judith Satsuki, 1935-2013) met wie hij tekst- en beeldtekeningen maakte. Hun gezamenlijke Printoezie en zijn persoonlijke Beschreven Bladen vonden weerklank bij het publiek en in de pers. In 1966 werd hij docent aan de Academie voor Industriële Vormgeving in Eindhoven.
Vanaf 1967 schreef hij voor Het Financieele Dagblad en hij maakte in 1970 een reis naar Japan, Thailand en India. In 1972 maakte hij een reis naar Joegoslavië. In zijn laatste jaren nam de kwaliteit van zijn gezondheid af, maar hij bleef werken voor de Vereniging van Letterkundigen en de Raad voor de Kunst. Hij overleed aan de gevolgen van een hersenbloeding en werd in Bolsward begraven. Het grafmonument werd gemaakt door Judith Boer. Zijn eerste vrouw Truus Hagman werd in 1995 in hetzelfde graf gelegd.

## Publicaties
- Voorbijgang, gedichten, Amsterdam, De Bezige Bij, 1946
- Gij zijt, een cyclus, Amsterdam, Uitgeversmaatschappij Holland, 1950
- De brokaten mantel, gedichten, Amsterdam, De Bezige Bij, 1953
- Torso van de tijdgenoot, gedicht. 's-Gravenhage, A.A.M. Stols, 1955
- Drie staat tot een, acht tekeningen van Martin van Veen en acht gedichten van Hans Andreus, Nico Verhoeven, Simon Vinkenoog, Amsterdam, Moussault's uitgeverij nv, 1962
- Voorjaarsgewei, cyclusgedichten. Amsterdam, De Beuk, 1963
- Straatmeubilair, Culemborg-Haarlem, De Technische uitgeverij H. Stam Nv, 1966 (samen met ir.D.L.H. Slebos; voor de Vereniging van Nederlandse Gemeenten)
- De eendere dingen, Gedichten. Haarlem, Uitgeversmaatschappij Holland, 1966.
- Elpénor, gedichten en teksten van Nico Verhoeven en Wim Zaal. Benno Helders, 1968 (beperkte oplage van 100 exemplaren).